# Chalce Fossa
Chalce Fossa és una estructura geològica del tipus fossa a la superfície de Mart, situada amb el sistema de coordenades planetocèntriques a -51.57 ° de latitud N i 320.82 ° de longitud E. Fa 33.97 km de diàmetre. El nom va ser fet oficial per la UAI l'any 1991 i pren el nom d'una característica d'albedo.